# Gadingharjo
Gadingharjo is een bestuurslaag in het regentschap Bantul van de provincie Jogjakarta, Indonesië. Gadingharjo telt 3439 inwoners (volkstelling 2010).